# Sten Camitz
Sten Evertsson Camitz, född 28 juni 1892 i Sala församling i Västmanlands län, död 27 juli 1986 i Växjö domkyrkoförsamling i Kronobergs län, var en svensk militär.

## Biografi
Camitz avlade studentexamen i Västerås 1912. Han avlade officersexamen vid Krigsskolan 1914 och utnämndes samma år till underlöjtnant vid Västmanlands trängkår, varefter han befordrades till löjtnant 1917. Han genomgick 1924 Spanska hovridskolan i Wien. År 1927 överfördes han till Göta trängkår, där han 1929 befordrades till kapten. Han var lärare vid Ridskolan 1933–1936, befordrades till major i trängen 1937 och tjänstgjorde vid Skånska trängkåren 1939–1942. Efter att ha befordrats till överstelöjtnant 1942 tjänstgjorde han 1942–1944 i Artilleriinspektionen i Arméstaben. År 1944 befordrades han till överste, varpå han var chef för Norrlands trängkår 1944–1948 och chef för Göta trängkår 1948–1952 (namnändrad till Göta trängregemente 1949). Åren 1941–1944 var Camitz adjutant och 1944–1963 överadjutant hos Hans Majestät Konungen.
Sten Camitz var son till disponent Ewert Camitz och Hildegard Morén.

## Utmärkelser
- Riddare av Svärdsorden, 1935.[4]
- Kommendör av andra klass av Svärdsorden, 15 november 1948.[5]
- Kommendör av första klass av Svärdsorden, 10 november 1951.[6]